# Isoloba (Geometridae)
Isoloba là một chi bướm đêm thuộc họ Geometridae.